# Degerfors
Degerfors este un oraș în Suedia.

## Demografie
| \| Evoluția demografică a zonei urbane Degerfors, 1970–2015 \| Evoluția demografică a zonei urbane Degerfors, 1970–2015 \| Evoluția demografică a zonei urbane Degerfors, 1970–2015 \| Evoluția demografică a zonei urbane Degerfors, 1970–2015 \| Evoluția demografică a zonei urbane Degerfors, 1970–2015 \| \| --------------------------------------------------------------------------------------- \| -------------------------------------------------------- \| -------------------------------------------------------- \| -------------------------------------------------------- \| -------------------------------------------------------- \| \| An \| \| \| Locuitori \| \| \| 1970 \| 1970 \| \| 9.409 \| 9.409 \| \| 1975 \| 1975 \| \| 9.580 \| 9.580 \| \| 1980 \| 1980 \| \| 9.619 \| 9.619 \| \| 1990 \| 1990 \| \| 9.013 \| 9.013 \| \| 1995 \| 1995 \| \| 8.669 \| 8.669 \| \| 2000 \| 2000 \| \| 7.800 \| 7.800 \| \| 2005 \| 2005 \| \| 7.418 \| 7.418 \| \| 2010 \| 2010 \| \| 7.160 \| 7.160 \| \| 2015 \| 2015 \| \| 7.190 \| 7.190 \| \| Sursa: SCB - Statistika Centralbyrån, Folkmängden per tätort. Vart femte år 1960 - 2016 \| \| \| \| \| |      |  |           |       |
| Evoluția demografică a zonei urbane Degerfors, 1970–2015 |      |  |           |       |
| An |      |  | Locuitori |       |
| 1970 | 1970 |  | 9.409     | 9.409 |
| 1975 | 1975 |  | 9.580     | 9.580 |
| 1980 | 1980 |  | 9.619     | 9.619 |
| 1990 | 1990 |  | 9.013     | 9.013 |
| 1995 | 1995 |  | 8.669     | 8.669 |
| 2000 | 2000 |  | 7.800     | 7.800 |
| 2005 | 2005 |  | 7.418     | 7.418 |
| 2010 | 2010 |  | 7.160     | 7.160 |
| 2015 | 2015 |  | 7.190     | 7.190 |
| Sursa: SCB - Statistika Centralbyrån, Folkmängden per tätort. Vart femte år 1960 - 2016 |      |  |           |       |